# Jelizaveta Nikolská
Jelizaveta Nikolská, vlastním jménem de Boulkinová (24. října 1904, Vladivostok, Rusko – 16. srpna 1955, Caracas, Venezuela), byla původem ruská tanečnice – baletka, primabalerína Národního divadla v Praze, choreografka a baletní pedagožka. Později získala i československé státní občanství .

## Život
Narodila se v rodině carského generála a šlechtice, který po revoluci emigroval.
Absolvovala gymnázium v Oděse a později navštěvovala konzervatoř. Zde se začala věnovat tanci. V roce 1919 se stala elévkou v baletním souboru divadla v Oděse, později se zde stala i sólovou tanečnicí. K jejím učitelům tance v Oděse patřila L. Tittoriová, R. Remislavský a B. Romanov. Tanec studovala rovněž v Paříži.
Od roku 1921 působila v Polsku. V roce 1922 poprvé hostovala v pražském Národním divadle, v roce 1923 zde získala stálé hostování jako sólová tanečnice.
Od roku 1922 vedla vlastní baletní školu. Později vedla i baletní školu Národního divadla v Praze. K jejím žačkám patřily např. Nina Jirsíková , Naděžda Sobotková  a Eva Vrchlická ml., jejím žákem byl také Saša Machov. V roce 1937 vytvořila taneční skupinu Soubor Jelizavety Nikolské, se kterým vystupovala doma i v zahraničí. Později nazývala skupinu jako Prager Ballet der Jelizaveta Nikolska a v letech 1942/1943/1944 hostovala v zahraničí "v rámci kulturně umělecké výměny mezi Říší, Protektorátem a Itálií" 
V roce 1925 odešla z Národního divadla po roztržce se svým uměleckým partnerem a baletním mistrem Remislavem Remislavským (1897–1973), který byl v Národním divadle tanečním sólistou a choreografem. V letech 1930–1932 byla baletní mistryní v Královské opeře v Káhiře v Egyptě. V roce 1932 se vrátila do Prahy a v období 1934–1941 byla angažována jako primabalerína v pražském Národním divadle. V letech 1937–1945 zde byla baletní mistryní a v letech 1940–1945 byla uměleckou šéfkou baletu Národního divadla v Praze.
Hostovala rovněž v Divadle na Vinohradech, v divadle Varieté, v divadlech v Brně, Plzni a Bratislavě. V období své aktivní umělecké činnosti realizovala několik turné po Evropě (Paříž 1927, Berlín 1936, Bělehrad 1937) a po USA (1933).
Z důvodu svého proněmeckého postoje a kolaborace za války a z obav z NKVD za útěk z Ruska v květnu roku 1945 uprchla do USA. V roce 1946 byla v Československu v rámci očisty v českém filmu natrvalo vyloučena z práce ve filmu spolu s dalšími několika desítkami osob (mj. Čeněk Šlégl, Vladimír Majer, aj.).
Jejím manželem byl Felix Achille de la Cámara (původně Felix Cammra), zakládající člen Ligy proti bolševismu a Národní obce fašistické. Za něj byla provdána letech 1922–1930. Felix Cámara měl být podle vlastního tvrzení šlechtického rodu a Nikolská později uvádí své jméno jako hraběnka de la Cámare del Campo  nebo Jelizaveta Nikolská Cámara.

## Citát
| „                | Byla to krásná žena. Vypadala jako socha z porcelánu. Měla zelené oči, rovný, ušlechtilý nos. Jako tanečnice byla vynikající, jako člověk byla zlá a sobecká. | “ |
| — Nina Jirsíková | |   |

## Výběr z díla

### Choreografie
- 1934 Giuseppe Verdi: Aida (opera), Národní divadlo, režie Josef Turnau
- 1934 Vítězslav Nezval: Tři mušketýři, Divadlo na Vinohradech, režie Jan Bor (J. Nikolská – choreografie j. h.)
- 1935 H. Ch. Andersen, Jan Port: Královna sněhu, Divadlo na Vinohradech, režie Jan Port (J. Nikolská – choreografie j. h.)
- 1936 Adolf Wenig, Jan Port: Dlouhý, Široký a Bystrozraký, Divadlo na Vinohradech, režie Jan Port (J.Nikolská – choreografie j. h.)
- 1939 Giacomo Puccini: Turandot (opera), Prozatímní divadlo, režie Zdeněk Knittl
- 1944 Otto Nicoli: Veselé ženy windsdorské (opera), Národní divadlo, režie Josef Munclingr

### Režie
- 1943 Ludwig van Beethoven: Prométheus (balet), Národní divadlo (J. Nikolská – kromě režie zajišťovala i choreografii a tančila v roli Panny)

### Role

#### Divadlo
- 1924 P. I. Čajkovskij: Labutí jezero, role: Odetta (j. h.), Stavovské divadlo, režie Augustin Berger
- 1938 P. I. Čajkovskij: Louskáček, Ruska, Národní divadlo, režie a choreografie Jelizaveta Nikolská
- 1939 A. Ch. Adam: Gisela, titul. role, Národní divadlo, režie J. Nikolská (navíc zajišťovala i choreografii)
- 1943 Oskar Nedbal: Pohádka o Honzovi, Princezna, Národní divadlo, režie Josef Munclingr (J. Nikolská zajišťovala i choreografii)

#### Film
- 1943 Tanečnice, role: madame Richetti, primabalerina, režie František Čáp